# Artur Wojdat

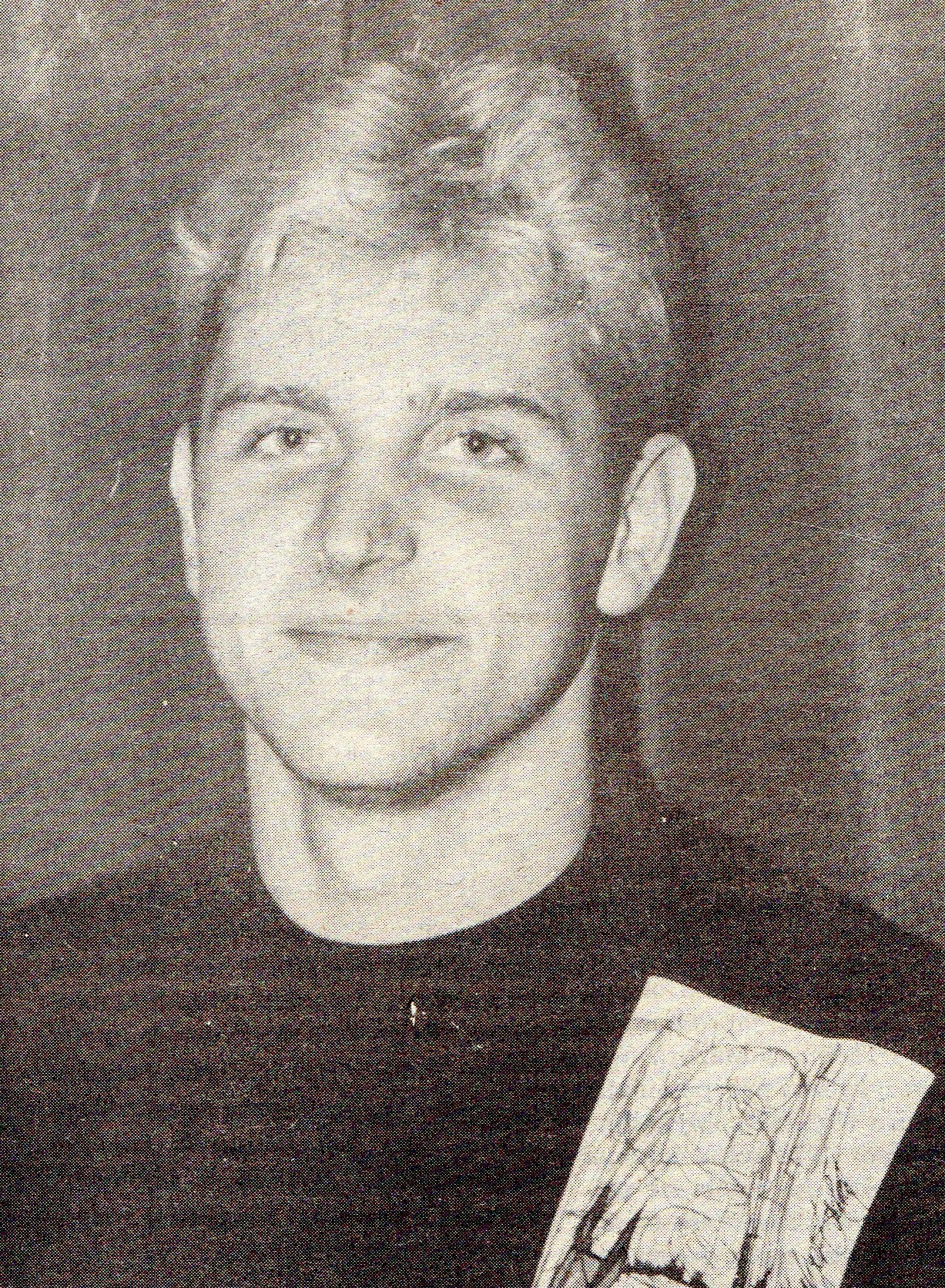
Artur Wojdat in 1989

Artur Wojdat (Olsztyn, 20 mei 1968) is een Pools voormalig professioneel zwemmer, die eind jaren tachtig, begin jaren negentig van de 20e eeuw excelleerde op de vrije slag.
Wojdat won één Olympische medaille, een bronzen medaille, op de 400 m vrije slag bij de Olympische Zomerspelen 1988 in Seoel.

## Persoonlijke records
- 25 meterbad
  - 50 m  - 23,27
  - 100 m - 50,07
  - 200 m  - 1.45,53
  - 400 m  - 3.45,36
  - 800 m  - 7.58,41
  - 1500 m  - 15.10,61
- 50 meterbad
  - 50 m  - 23,64
  - 100 m  - 51,06
  - 200 m  - 1.47,96
  - 400 m  - 3.47,34
  - 800 m  - 7.57,59
  - 1500 m  - 15.24,85

| Logo van de Olympische Spelen | Goud | Zilver | Brons | Logo van de Olympische Spelen |
|                               | 0    | 0      | 1     |                               |